# Salvatore Camilleri
Salvatore Camilleri (Catania, 12 maggio 1921 – Catania, 24 marzo 2021) è stato uno scrittore, poeta e traduttore italiano.
Nelle sue composizioni utilizzò il siciliano.

## Biografia
Fu il maggior esponente del Trinacrismo, un gruppo di giovani poeti siciliani operante a Catania subito dopo il secondo dopoguerra. Il Trinacrismo fu fondato nel 1944 da Camilleri insieme a Mario Biondi, Enzo D'Agata e Mario Gori. Il gruppo pubblicò anche una rivista, La Strigghia.

In antitesi all'Accademia della Crusca che elegge una lingua italiana d'ispirazione fiorentina a carattere nazionale, relegando gli altri idiomi italici al rango di dialetti, nel tentativo di non arenarsi sui campanilismi  e neppure preso da una svolta rivoluzionaria, Salvatore Camilleri impiegò molti anni per « ripulire » il siciliano, la spasmodica operazione di rinnovamento per riportarlo alla dignità di una vera e propria lingua preziosa non assoggettata. Di questo suo lavoro disse consapevolmente nel 2011: 
(Voce Salvatore Camilleri, in  Marco Scalabrino, Salvatore Camilleri, sessanta di poesia e letteratura siciliana Archiviato il 4 maggio 2022 in Internet Archive., su Il Prismatico, 6 dicembre 2011)
Dirigente scolastico, docente, scrittore e poeta, Camilleri fu anche collaboratore del quotidiano Corriere di Sicilia di Catania – attraverso cui rivalutò i poeti siciliani del Cinquecento e del Seicento –, e di altre riviste di poesia siciliana tra cui Arte e Folklore di Sicilia. Nel 1952 si trasferì a Vicenza e nello stesso anno pubblicò l'Antologia del sonetto siciliano. Dieci anni dopo tornò a Catania e successivamente pubblicò anche un libro di ortografia siciliana (1976) e un'altra antologia, questa volta di Poeti contemporanei nel '79, prosecuzione della raccolta di autori isolani Pineta dintreffora realizzata assieme a Santo Calì nel 1966.
Nel 1979 scrisse il saggio La rinascita della poesia siciliana; nel 1989 pubblicò il Manifesto della nuova poesia siciliana. 
Dieci anni dopo fu la volta della pubblicazione di un vocabolario Italiano-Siciliano (Editore Greco, 1998), il Ventaglio, interminabile opera originale compilata a partire dal 1944, avvalendosi delle pubblicazioni di Giuseppe Pitrè, seguendo finalità antitetiche al Vocabolario Siciliano (1977-2002) del gruppo di lavoro accademico coordinato da Giorgio Piccitto, rispettando gli studi di Alberto Varvaro che firmò il primo volume del Vocabolario etimologico siciliano (1986), progetto rimasto incompleto delle tre parti previste. Il Ventaglio è – « senza nessun'altra ambizione » (per stessa ammissione di Camilleri, come scrive nell'introduzione) – una realtà di oltre 40.000 parole italiane che si confrontano contro circa 250.000 parole corrispondenti siciliane.
Introdusse opere di numerosi poeti e scrittori. Nel 1983 pubblicò la traduzione di una settantina di poesie di Federico García Lorca. Nel 2001 tradusse alcune liriche di poeti greci, tra cui Archiloco, Mimnermo, Stesicoro, Alceo, Anacreonte, Simonide, Callimaco e Teocrito. Inoltre Camilleri tradusse anche l'Odissea, l'Eneide, le Argonautiche, il De rerum natura, Ibn Hamdis, Muhammad Iqbal, Saffo e Catullo. È in corso di stampa La storia della poesia siciliana, in 30 volumi. Dal 2008 (anno della sua fondazione) fece parte del comitato di redazione di Sicelides Musae.
Per la sua attività ricevette molti premi, come il "Premio Aitnen", il "Premio Una vita per la Cultura" e il "Premio Sikania", tutti conferitigli dall'Accademia Federiciana.
Dal settembre 2021, presso le Biblioteche riunite Civica e A. Ursino Recupero di Catania, è possibile consultare l'inedita autobiografia in terza persona dell'autore.
La raccolta in sei volumi, Storia della poesia siciliana dalle origini ad oggi (a cura di Guido Celi) è consultabile presso le biblioteche riunite Civica e A. Ursino Recupero di Catania e la biblioteca e pinacoteca Zelantea di Acireale.

## Opere

### Raccolte di poesie
- Sangu pazzu, 1966
- La barunissa di Carini, 1971
- Sfide, contrasti, leggende di poeti popolari siciliani, 1977
- Lirici greci in versi siciliani, Edizione Boemi, 2001
- Grammatica essenziale della Lingua Siciliana, Edizione Boemi, 2002
- Giovanni Meli, Edizione Boemi, 2002-2003
- Gnura Puisia, Edizione Boemi, 2005
- La barunissa di Carini II ed., Edizione Boemi, 2005
- Le origini, Edizione Boemi, 2006
- Sangu pazzu II ed., Edizione Boemi,  2010
- Proverbi per un anno in ottave, Edizione Boemi,  2011
- Mariannina Coffa, Edizione Boemi,  2012
- Amo ergo sum, Edizione Boemi,  2015

### Letteratura siciliana
- Storia della poesia siciliana, in sei volumi, a cura di Guido Celi, 2013

### Studi, saggi, prime edizioni
- Antologia del sonetto siciliano (come curatore con il nome di Totò Camilleri), Catania, G. Reina [senza data, ma 1952].
- Pineta dintreffora (con Santo Calì), Catania, S. Calì, 1966.
- Sangu pazzu: liriche siciliane, Catania, S. Calì, 1966.
- La barunissa di Carini, Catania, Libreria Musumeci editrice, 1971.
- Ortografia siciliana, Catania, ENAL (Pubblistampa 75), 1976.
- Sfide, contrasti, leggende di poeti popolari siciliani, Catania, ENAL (Publistampa), 1977.
- Poeti siciliani contemporanei, Catania, Edizioni Arte e Folklore di Sicilia, 1979.
- La rinascita della poesia siciliana: (Platania - Trassari - Di Giovanni - Martoglio), Catania (?), Ed. Enal / Arte e Folklore di Sicilia (sezione amici del dialetto), 1979.
- Dizionario fraseologico siciliano italiano di Michele Castagnola, pref. di Pietro Mazzamuto, introd. e antologia poetica dal 1480 ad oggi a cura di S. C., Palermo, V. Cavallotto, 1979-1980.
- Il punto sulla poesia siciliana, il teatro, la canzone: 24 interviste, Catania, G. Brancato, 1980.
- Cose di Catania: la seconda Centona di Nino Martoglio, a cura di S.C., Catania, Tringale, 1983.
- Diario intimo di Aldo Motta (alias Anonimo catanese), con note critiche di S. C. et altri, Catania, Incontri, 1992.
- Storia della poesia siciliana: Domenico Tempio, vol. 14, Edizione Boemi, 2002.
- Ventaglio: vocabolario italiano - siciliano, Catania, Greco, 1998-2003[8].
- Storia della poesia siciliana: Antonio Veneziano, vol. 4, Catania, Boemi, 2003.
- Storia della poesia siciliana: le origini, Catania, Boemi, 2006.
- Biribò: versi siciliani, pref. di Paolo Messina, Catania, CUECM, 2007.
- Storia della poesia siciliana: da Bartolomeo Asmundo alla "Baronessa di Carini, vol. 2, Catania, Boemi, 2008.
- Aretusa (con Aurelio Caliri, Ibn Hamdis), disegni di Aurelio Caliri e Maria Leone, traduzioni di Angelo Fortuna, Siracusa, Arte e musica, 2011.
- Poesie inedite in lingua e in dialetto di Mario Gori, con saggi di Giuseppe Buscemi et altri, testimonianze di S. C. e Eugenio Giannone, a cura di Salvatore Buscemi e Antonio Vitellaro, Caltanissetta, Società nissena di storia patria, 2012.
- Gli amici siracusani: Dàmone e Pizia: poemetto lirico-drammatico in ottave siciliane, musicato da Aurelio Caliri, Siracusa. Arte e musica, 2014. ISBN 9788890242472
- La bella Camiola: poemetto in ottave siciliane, scritto da S. C. e musicato da Aurelio Caliri, Siracusa, Arte e musica, 2014. ISBN 9788890242489
- Colapesce: poemetto in ottave siciliane, scritto da S. C. e musicato da Aurelio Caliri, Siracusa, Arte e musica, 2014. ISBN 9788890242496

### Traduzioni
- Federico García Lorca, 70 poesie nel siciliano di Salvatore Camilleri, Catania, Tringale, 1983.
- La barunissa di Carini: poemetto del '500 di autore siciliano ignoto, rielaborato da S. C. e musicato da Aurelio Caliri, premessa di Aurelio Caliri, pref. di S. C., traduzioni di Aurelio Caliri et altri, Siracusa, Arte e musica, 2007[9]. ISBN 9788890242410